# Stefano
Stefano es un nombre masculino italiano de origen griego (se pronuncia [ˈsteːfano] o [ˈstεːfano]).

## Origen y difusión
Se deriva del griego Στεφανος/Stéphanos (latinizado Stephanus) y literalmente significa "corona" y, por tanto, "coronado", bajo otras interpretaciones se traduciría como "el coronado de hoja de laurel" o "el victorioso". El nombre, de origen precristiano, se refería originariamente a la corona como símbolo de victoria. Sucesivamente su difusión en el ambiente cristiano está ligado al culto de "Santo Stefano" (protomártir San Esteban) y se refería a la corona del martirio.

## Variantes
- Masculino: Estefano, Stefanino, Stefanio, Stenio, Steno, Stephano
- Femenino: Estefania, Stefania, Stefani.

## Variantes en otros idiomas
- Albanés: Shtjefën, Stefan
- Alemán: Stefan, Steffan Stephan, Steffen
- Árabe: (إصتفان, ستيف, ستيفن) Istfan.
- Armenio: Ստեփանոս, Ստեփան (Stepanos, Stepan).
- Asturiano: Estébanu.
- Azerbaiyán: İstfan
- Bretón: Stefan
- Búlgaro: Стефан (Stefan)
- Catalán: Esteve
- Checo: Štěpán, Štefan
- Chino: 史提芬, 史蒂芬, 史地芬, 斯德望, 斯蒂芬-
- Corso: Stefanu.
- Croata: Stjepan, Stipe
- Danés: Stefan.
- Escocés: Stìobhan, Stìophan, Stèaphan.
- Eslovaco: Štefan
- Esloveno: Štefan
- Español: Esteban, Estefano
- Esperanto: Stefano
- Etíope: Esţifanos
- Euskera: Estepan, Ixtebe, Extiban
- Finlandés: Tapani, Stefanus
- Francés: Étienne, Estienne, Stéphane
- Gaélico: Steafan, Stiofan
- Gallego: Estevo
- Georgiano: სტეფანე (Stephane).
- Griego: Στέφανος, Στεφανία
- Hebreo: סטיבן
- Holandés: Stefan, Stephanus, Stefaan
- Húngaro: István (apodos: Isti, Pisti, Pista, Pityu)
- Inglés: Stephen, Steven, Stephano, Steve
- Irlandés: Steafan, Stíofán
- Islandés: Stefán
- Italiano: Stefano, Stefan, Steffan / Stefania (femenino)
- Japonés: ステーファノ, スティーブン, スティーブ (Stiibun, Stiibu)
- Latín: Stephanus
- Letón: Stefans
- Lituano: Steponas, Stepas
- Maltés: Stiefnu
- Noruego: Steffen, Stefan, Steffan
- Patois: Tcheunne
- Polaco: Stefan, Szczepan
- Portugués: Estêvão
- Rumano: Ştefan
- Ruso: Степан(Stepan)
- Sardo: Istevene, Stèvini
- Serbio: Стефан, Стеван, Степан, Шћепан, Стијепо, Стево (Stefan, Stevan, Stepan, Šćepan, Stijeno, Stevo).
- Sueco: Stefan, Staffan, Stephan, Steffo
- Tigriña: እስቲፋኖስ, እስጢፋኖስ
- Turco: İstefanos
- Ucraniano: Степан, Стефан

## Onomástico
Se celebra el 26 de diciembre en la memoria de San Esteban.

## Personas
- Stéfano De Gregorio, actor argentino